# Bundesstraße 255
Pour les articles homonymes, voir Route 255.
La Bundesstraße 255 est une Bundesstraße des Länder de Hesse et de Rhénanie-Palatinat.

## Histoire
De 1817 à 1825, la première chaussée est construite dans le grand-duché de Hesse, de Biedenkopf au Zollbuche. Une partie de cette route est la section actuelle de la B 255 de Gladenbach au Zollbuche.
Au niveau du Zollbuche, la B 255 traverse la crête entre la vallée de la Salzböde et la vallée de l'Aar. Elle suit un itinéraire allant de Giessen à l'Angelburg sur des bassins versants, le Westfalenweg, une ancienne route qui se poursuit aujourd'hui par un chemin forestier depuis l'intersection.
Au Moyen Âge, sur le tronçon de vallée de l'Aar entre Niederweidbach et Herborn, passait l'ancienne route commerciale de Leipzig à Cologne, dont la route nord est connue sous le nom de route du Brabant.
Depuis l'achèvement du contournement de Niederweimar, la B 255 commence dehors.
En raison de la forte charge de trafic dans la région de Herborn et de l'acheminement défavorable du trafic à l'entrée du quartier de Burg, un contournement pour les quartiers de Seelbach et Burg est également ouvert en avril 2009. Les B 255 et B 277 partagent le chemin entre Herborn-Burg et Herborn. En venant de l'ouest, des chicanes sont faites ainsi qu'une voie de détresse pour détourner la circulation des camions à la suite de l'incendie de Herborn.
L'intersection avec la B 8 à Hahner Stock et la jonction avec Hahn am See sont sans croisement dénivelé jusqu'en 2013. La B 255 et la B 8 partagent désormais la route sur une longueur d'environ 800 m.
Le contournement autour d'Ettinghausen, Oberahr et Niederahr, et donc l'écart entre Hahn am See et Boden, est achevé et ouvert fin 2016
Le 24 mars 1945, les Américains partent de leur tête de pont près de Remagen sur la rive droite du Rhin et avancent vers l'est et le nord-est. La 3e Panzerdivision et la 104e division d'infanterie américaine suivent l'itinéraire routier actuel à travers le Westerwald et traversé la Dill près de Herborn, Burg et Asslar le 27 mars. Le 28 mars 1945, vers midi, la tête de la Panzerdivision atteint la zone urbaine de Marburg.

## Source
- (de) Cet article est partiellement ou en totalité issu de l’article de Wikipédia en allemand intitulé « Bundesstraße 255 » (voir la liste des auteurs).

1. ↑  (de) Susanne Willke, « Fast freie Fahrt nach Planungspanne: Umgehung B 255 eröffnet neun Jahre nach Spatenstich », Rhein-Zeitung,‎ 28 novembre 2016 (lire en ligne)